# مدرسة فوتشو البحيرة الدولية
مدرسة فوتشو البحيرة الدولية هي مدرسة دولية خاصة تقع في فوجيان، الصين.

## الروابط الخارجية
1. ↑  "About Us" (). Fuzhou Lakeside International School. Retrieved on April 28, 2015.

- Fuzhou Lakeside International School
- (بالصينية) Fuzhou Lakeside International School